# Landkreis Hildesheim
Hildesheim är en stad i den tyska delstaten Niedersachsen. Den ligger cirka 30 km sydost om Hannover och har en folkmängd, som tillsammans med övriga orter i Landkreis Hildesheim uppgår till cirka 280 000.
I Hildesheim med omgivningar finns en omfattande industri inom elektroteknik, överföringsteknik, maskin- och apparattillverkning, framställning och vidareförädling av pappersprodukter. Även tjänstesektorn är i rikt mått representerad genom bland annat banker och försäkringsbolag.
I staden finns ett betydande antal kyrkor och andra hus från medeltiden. Två av kyrkorna är St. Michaels Kirche från 1000-talet, med takmålningar från 1200-talet och St Godehard från mitten av 1100-talet, vilken är en av Tysklands fåtaliga romanska kyrkor, som också fortfarande är i sitt ursprungliga skick.

## Administrativ indelning
I förvaltningsrättslig mening finns i modern tid ingen skillnad mellan begreppet Stadt (stad) gentemot Gemeinde (kommun). 

### Einheitsgemeinden
| - Alfeld (Leine) (stad) - Algermissen - Bad Salzdetfurth (stad) - Bockenem (stad) - Diekholzen | - Elze (stad) - Freden (Leine) - Giesen - Harsum | - Hildesheim (stad) - Holle - Lamspringe - Nordstemmen | - Sarstedt (stad) - Schellerten - Sibbesse - Söhlde |

### Samtgemeinde
| - Samtgemeinde Leinebergland |

1. ↑  GeoNames, 2005, Geonames-ID: 2803461, läs online och läs online.[källa från Wikidata]
2. ↑  läs online, www1.nls.niedersachsen.de .[källa från Wikidata]
3. ↑  hämtat från: tyskspråkiga Wikipedia.[källa från Wikidata]